# Englische Badmintonmeisterschaft 2008
Die englische Meisterschaft 2008 im Badminton fand in Manchester vom 1. bis zum 3. Februar 2008 statt.

## Austragungsort
- Manchester Velodrome

## Finalresultate
| Disziplin    | Sieger                         | Finalist                        | Ergebnis            |
| ------------ | ------------------------------ | ------------------------------- | ------------------- |
| Herreneinzel | Rajiv Ouseph                   | Aamir Ghaffar                   | 21–15, 12–21, 21–11 |
| Dameneinzel  | Elizabeth Cann                 | Tracey Hallam                   | 21–15, 21–19        |
| Herrendoppel | Anthony Clark Nathan Robertson | Richard Eidestedt David Lindley | 21–11, 21–12        |
| Damendoppel  | Tracey Hallam Donna Kellogg    | Natalie Munt Joanne Nicholas    | 22–24, 21–13, 21–14 |
| Mixed        | Anthony Clark Donna Kellogg    | Robin Middleton Liza Smith      | 21–9, 21–7          |